# Ведезета
Ведезѐта (на италиански и на ломбардски: Vedeseta) е село и община в Северна Италия, провинция Бергамо, регион Ломбардия. Разположено е на 820 m надморска височина. Населението на общината е 209 души (към 2017 г.).